# سوبرن
سوبرن (به آلمانی: Zöbern) یک منطقهٔ مسکونی در اتریش است که در ناحیه نوین‌کیرشن واقع شده‌است. سوبرن ۱٬۴۶۶ نفر جمعیت دارد.